# Флоренс (переписна місцевість, Вісконсин)
Флоренс (англ. Florence) — переписна місцевість (CDP) в США, в окрузі Флоренс штату Вісконсин. Населення — 641 особа (2020).

## Географія
Флоренс розташований за координатами 45°55′30″ пн. ш. 88°15′10″ зх. д. / 45.92500° пн. ш. 88.25278° зх. д. (45.924912, -88.252698).  За даними Бюро перепису населення США в 2010 році переписна місцевість мала площу 4,62 км², з яких 4,41 км² — суходіл та 0,20 км² — водойми.

## Демографія
Згідно з переписом 2010 року, у переписній місцевості мешкали 592 особи в 256 домогосподарствах у складі 139 родин. Густота населення становила 128 осіб/км².  Було 334 помешкання (72/км²).
Расовий склад населення:
| - 97,6 % — білих - 1,9 % — корінних американців |

До двох чи більше рас належало 0,5 %. Частка іспаномовних становила 0,8 % від усіх жителів.
За віковим діапазоном населення розподілялося таким чином: 19,4 % — особи молодші 18 років, 53,1 % — особи у віці 18—64 років, 27,5 % — особи у віці 65 років та старші. Медіана віку мешканця становила 46,7 року. На 100 осіб жіночої статі у переписній місцевості припадало 85,6 чоловіків;  на 100 жінок у віці від 18 років та старших — 81,4 чоловіків також старших 18 років.
Середній дохід на одне домашнє господарство  становив 40 718 доларів США (медіана — 29 688), а середній дохід на одну сім'ю — 57 631 долар (медіана — 60 313). За межею бідності перебувало 18,5 % осіб, у тому числі 14,1 % дітей у віці до 18 років та 30,4 % осіб у віці 65 років та старших.
Цивільне працевлаштоване населення становило 158 осіб. Основні галузі зайнятості: виробництво — 29,1 %, освіта, охорона здоров'я та соціальна допомога — 28,5 %, будівництво — 22,2 %.